# Mbuyapey
Mbuyapey é um distrito do Paraguai, Departamento Paraguarí.
Possui uma população de 14.057 habitantes, uma área de 1.092 km² e uma densidade de 12,87 hab./km². Sua economia é baseada na agricultura e pecuária.

## Transporte
O município de Mbuyapey é servido pelas seguintes rodovias:
- Caminho em pavimento ligando a cidade ao município de Guarambaré  (Departamento Central)
- Caminho em terra ligando a cidade ao município de Caapucú[1][2][3]